# وزارة الاقتصاد والمالية (بيرو)
وزارة الاقتصاد والمالية في البيرو هي وزارة حكومية مسؤولة عن تخطيط وتنفيذ السياسات الاقتصادية في البلاد بهدف تحسين الأنشطة الاقتصادية والمالية للدولة، بالإضافة إلى إقامة نشاط الاقتصاد الكلي، وتحقيق النمو المستدام للدولة. اقتصاد الأمة.
وزير الاقتصاد والمالية الحالي هو خوسيه آريستا، وذلك اعتبارًا من 13 فبراير 2024.

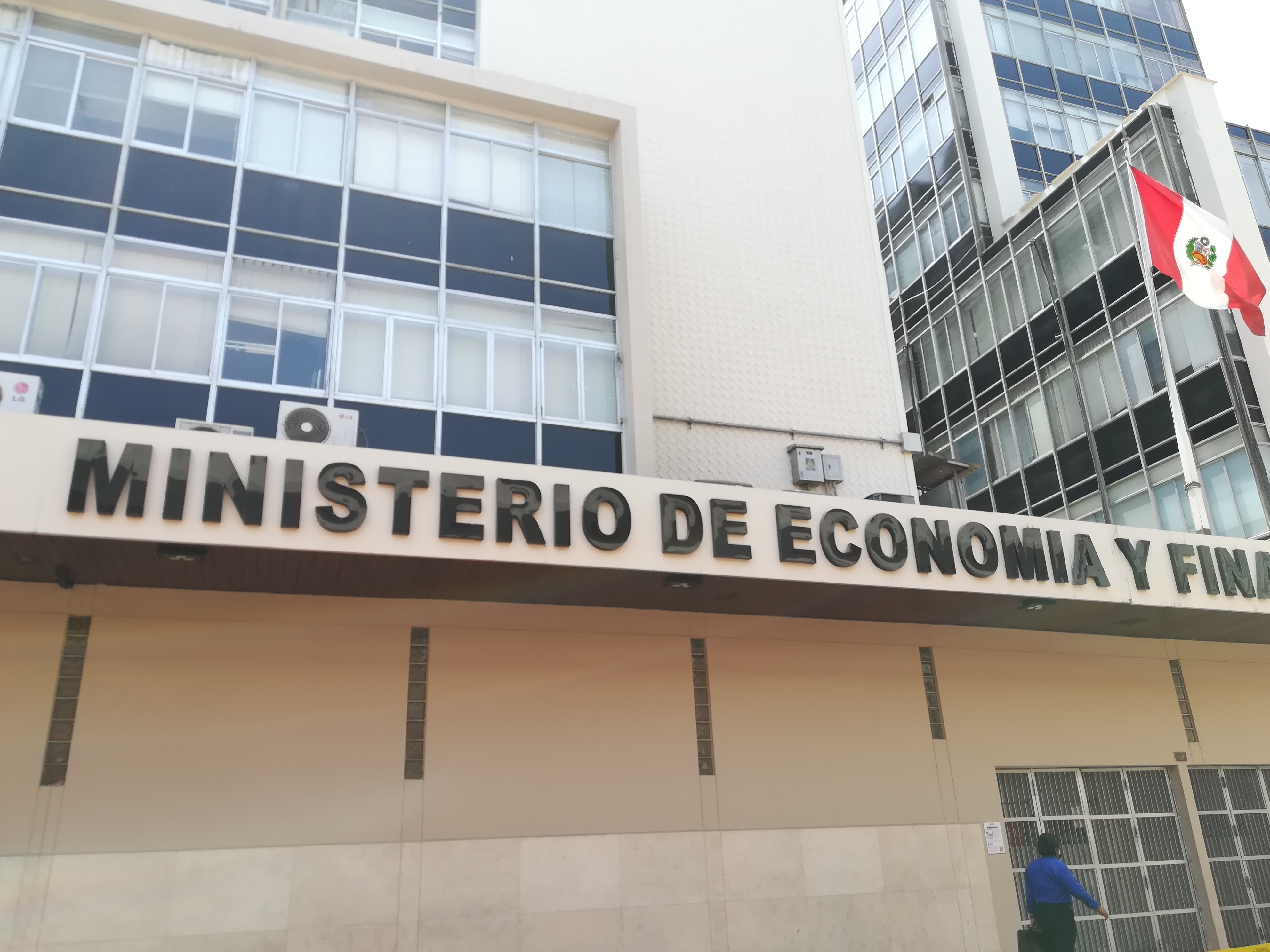
وزارة الاقتصاد والمالية في العاصمة ليما

## روابط خارجية
- الموقع الرسمي